# Al-Jaysh al-Shaabi
Al-Jaysh al-Shaabi (Arabisch: الجيش الشعبي, al-Jaysh ash-Sha'bī, "Volksleger") is een door Hezbollah, Iran en sjiitische groeperingen in Irak gefinancierde militie die de alawitische (afsplitsing van het sjiisme) regering van Syrië ondersteunt. Naar verluidt is deze militie met name actief in en rondom Damascus alsook bij sjiitische heiligdommen en bevolkingscentra in Syrië. Deze militie zou zich ook al aan het voorbereiden zijn op een eventueel Syrië na Bashar al-Assad. De militie zou ongeveer 50.000 man sterk zijn.